# Тайріз Гібсон
Тайріз Гібсон (англ. Tyrese Gibson; нар. 30 грудня 1978, Лос-Анджелес, Каліфорнія, США) — американський актор, співак, автор пісень, продюсер, віджей, сценарист, модель.

## Біографія
Тайріз Дарнелл Гібсон народився 30 грудня 1978 року в Лос-Анджелесі, США в родині офіціантки. Тайріза та його трьох старших суроджеників виховувала тільки мати Прісцилла, бо батько залишив сім'ю, коли йому було п'ять років. 18 серпня 2007 Тайріз вперше зустрівся зі своїм дідусем по батьковій лінії пастором баптистської церкви. Навчався у школі Лок Хай, Лос-Анжелес, а потім у Механіко-сільськогосподарському університеті, Флорида.

## Кар'єра
Кар'єра розпочалась з перемоги Тайріза у талант-шоу в чотирнадцять років. У 1995 з'явився у рекламі кока-коли. У сімнадцять працював моделлю для Guess і Tommy Hilfiger.
У 1996 почав отримувати перші ролі на телебаченні. У музичній кар'єрі спочатку працював під псевдонімом Black Ty. У 1998 вийшов перший альбом Гібсона «Tyrese». Платівка стала платиновою. Наступні дві «2000 Watts» (2001) та «I Wanna Go There» (2002) стали золотими.
У 2003 зіграв Романа Пірса у продовженні популярної стрічки «Подвійний форсаж». Актор продовжив зніматися і вже наступного року виконав роль другого пілота у драмі «Політ Фенікса». У стрічці «Кров за кров» Тайріз виконав роль прийомного сина, який разом із братами повернувся з'ясувати про смерть нерідної мати.
У 2006 виходить альбом Тайріза «Alter Ego». Того ж року актор виконав головну роль у фільмі «Перехоплення». У високобюджетній стрічці «Трансформери» зіграв сержанта Роберта Еппса. У «Смертельних перегонах» знімався разом із Джейсоном Стейтемом.
У 2009 та 2011 знявся у продовженні стрічок «Трансформери» та «Форсаж» (2011). У 2011 випустив альбом «Open Invitation». Наступного року Гібсон спробував себе як письменника: вийшла його книга «How to Get Out of Your Own Way».
П'ята платівка Гібсона «Three Kings» виходить у 2013. Того ж року він з'являється на екрані у стрічках «Форсаж 6» та «Чорне Різдво». Наступного року Тайріз випускає у співавторстві з Рев Ран книгу «Manology: Secrets of Your Man's Mind Revealed». У 2015 знову виконав роль Романа Пірса у фільмі «Форсаж 7» та випустив альбом «Black Rose». У комедійному бойовику з Ice Cube і Кевіном Гартом «Шалений патруль 2» актор з'явився у ролі детектива. У березні 2019 року стало відомо, що актор отримав роль у супергеройському фільмі «Морбіус».

## Особисте життя
У 2002 познайомився зі студенткою коледжу Нормою Мітчелл. 11 липня 2007 у пари народилася донька Шейла Сомер. Того ж року Тайріз зробив пропозицію Нормі, пара побралася. У січні 2009 артист подав на розлучення.
14 лютого 2017 року актор одружився з Самантою Лі. 1 жовтня 2018 року у пари народилася дочка.

## Фільмографія

### Фільми
| Рік  | Назва                             | Оригінальна назва                   | Роль           | Примітки  |
| ---- | --------------------------------- | ----------------------------------- | -------------- | --------- |
| 2000 | «Пісня кохання»                   | Love Song                           | Мед Рейдж      | телефільм |
| 2001 | «Малюк»                           | Baby Boy                            | Джозеф Саммерс |           |
| 2003 | «Подвійний форсаж»                | 2 Fast 2 Furious                    | Роман Пірс     |           |
| 2004 | «Політ Фенікса»                   | Flight of the Phoenix               | Ей-Джей        |           |
| 2005 | «Кров за кров»                    | Four Brothers                       | Енджел Мерсер  |           |
| 2005 | «Поєдинок»                        | Annapolis                           | Метт Коул      |           |
| 2006 | «Перехоплення»                    | Waist Deep                          | Отіс           |           |
| 2007 | «Трансформери»                    | Transformers                        | Роберт Еппс    |           |
| 2007 | «Реванш»                          | The Take                            | Аделль Болдвін |           |
| 2008 | «Смертельні перегони»             | Death Race                          | Джозеф Мейсон  |           |
| 2009 | «Трансформери: Помста полеглих»   | Transformers: Revenge of the Fallen | Роберт Еппс    |           |
| 2010 | «Легіон»                          | Legion                              | Кайл Вілльямс  |           |
| 2011 | «Трансформери: Темний бік Місяця» | Transformers: Dark of the Moon      | Роберт Еппс    |           |
| 2011 | «Форсаж 5: Пограбування в Ріо»    | Fast Five                           | Роман Пірс     |           |
| 2013 | «Форсаж 6»                        | Fast & Furious 6                    | Роман Пірс     |           |
| 2013 | «Чорне Різдво»                    | Black Nativity                      | Тайсон         |           |
| 2015 | «Форсаж 7»                        | Furious 7                           | Роман Пірс     |           |
| 2015 | «Голлівудські пригоди»            | Hollywood Adventures                | у ролі себе    |           |
| 2016 | «Шалений патруль 2»               | Ride Along 2                        | Мейфілд        |           |
| 2017 | «Форсаж 8»                        | The Fate of the Furious             | Роман Пірс     |           |
| 2017 | «Трансформери: Останній лицар»    | Transformers: The Last Knight       | Роберт Еппс    |           |
| 2019 | «Чорне та синє»                   | Black and Blue                      | Міло Джексон   |           |
| 2021 | «Форсаж 9»                        | Fast & Furious 9                    | Роман Пірс     |           |
| 2022 | «Золото острова Ґардіан»          | Dangerous                           | Шериф Маккой   |           |
| 2022 | «Морбіус»                         | Morbius                             | Саймон Строуд  |           |
| 2023 | «Форсаж 10»                       | Fast X                              | Роман Пірс     |           |
| 2026 | «Форсаж 11»                       | Fast X: Part 2                      | Роман Пірс     |           |

### Серіали
| Рік  | Назва                           | Оригінальна назва       | Роль          | Примітки            |
| ---- | ------------------------------- | ----------------------- | ------------- | ------------------- |
| 1996 | «Тусуватися з містером Купером» | Hangin' with Mr. Cooper | Даррелл       | 1 епізод            |
| 1997 | «Мартін»                        | Martin                  | Данте         | 1 епізод            |
| 1998 | «Батьки»                        | The Parent 'Hood        | Куп           | 1 епізод            |
| 1999 |                                 | MTV Beach House         | грає себе     |                     |
| 1999 | «Розумне цуценя Блу»            | Blue's Clues            | Тайріз        | 1 епізод            |
| 2000 |                                 | Moesha                  | Трой          | 1 епізод            |
| 2016 | «Американський тато!»           | American Dad!           | грає себе     | озвучення; 1 епізод |
| 2017 | «Зірка»                         | Star                    | пастор Гарріс | 2 епізоди           |

## Дискографія
- Tyrese (1998)
- 2000 Watts (2001)
- I Wanna Go There (2002)
- Alter Ego (2006)
- Open Invitation (2011)
- Three Kings (спільно з TGT) (2013)
- Black Rose (2015)
- Identity Theft (2019)